# Shimazu Nariakira

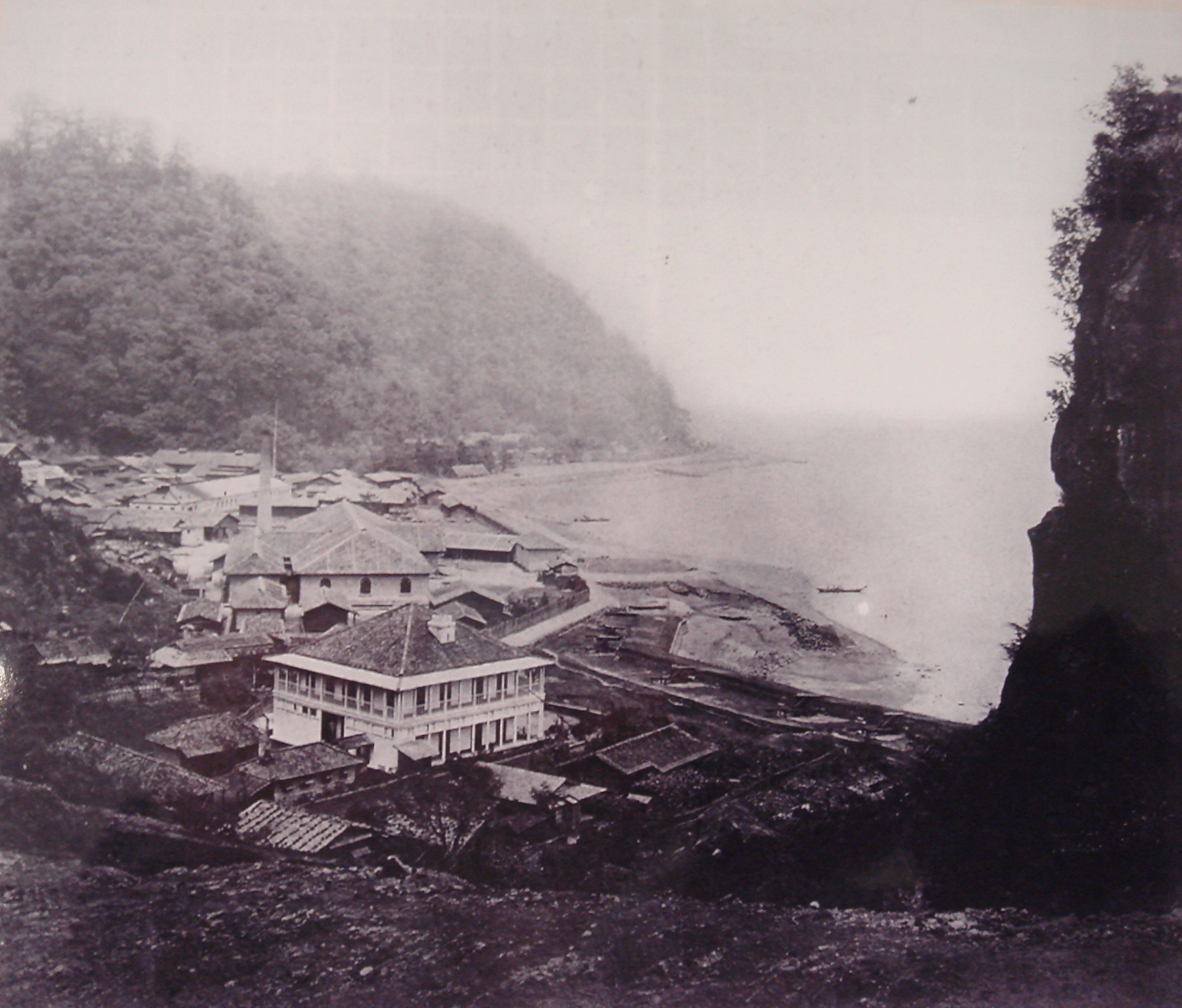
La zone industrielle Shūseikan (集成館) établie par Shimazu Nariakira en 1852 à Iso (磯) dans la province de Satsuma. Bâtiment d'étrangers (異人館) construit pour héberger sept techniciens anglais. Photographie de 1872.

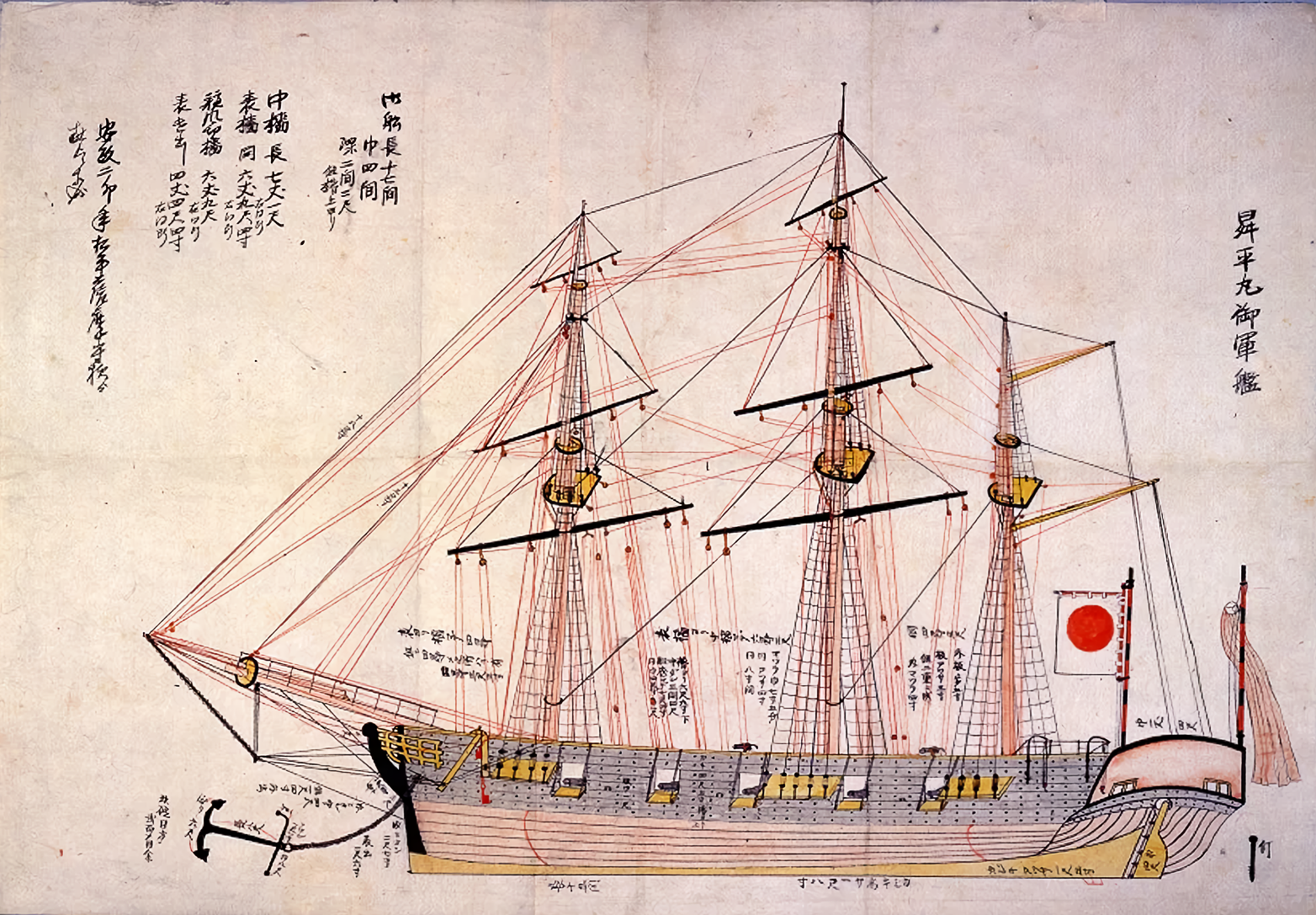
Le Shōhei Maru, premier navire de guerre occidental du Japon, construit en 1854 sur des dessins néerlandais au temps de Nariakira.

Pour les articles homonymes, voir Shimazu.
Shimazu Nariakira est un nom japonais traditionnel ; le nom de famille (ou le nom d'école), Shimazu, précède donc le prénom (ou le nom d'artiste).
Shimazu Nariakira (島津斉彬, 28 avril 1809-24 août 1858) est un seigneur féodal japonais (daimyō) de l'époque d'Edo, 28e dans la lignée du clan Shimazu, les seigneurs du domaine de Satsuma. Il est reconnu comme un homme intelligent et sage, très intéressé par le savoir et la technique de l'Occident (rangaku). Après sa mort, il est vénéré en tant que kami shinto Terukuni daimyōjin (照国大明神) en mai 1863.

## Jeunesse et accession au pouvoir
Shimazu Nariakira naît dans le domaine de Satsuma à Edo, le 28 avril 1809. Il accède au pouvoir en tant que daimyo du domaine de Satsuma seulement après avoir survécu à une guerre terrible et difficile dans sa propre famille et le domaine, connue sous le nom Oyura sōdō ou Takasaki kuzure. Il affronte beaucoup d'opposition à Satsuma car il passe la plus grande partie de son temps à Edo et pour cela est considéré comme un étranger dans son propre domaine. Dans sa quête pour préparer Satsuma contre une possible agression occidentale, il doit également faire face à de nombreuses écoles de pensée militaires opposées en désaccord avec le plan de la famille Shimazu pour renforcer la défense côtière.
Nariakira est en désaccord avec son père Shimazu Narioki et Zusho Hirosato, conseiller en chef de celui-ci. Tant Shimazu que Zusho se méfient du shogunat Tokugawa. Zusho observe de nombreuses similitudes avec Nariakira et Shigehide, le grand-père de ce dernier, qui éprouvait également un grand intérêt pour les études néerlandaises ainsi que pour les projets scientifiques et industriels, ce qui conduisit rapidement à la détérioration de la situation financière du domaine. Après avoir travaillé très dur pour restaurer et renforcer la trésorerie de Satsuma, Zusho n'encourage pas l'ambitieux et coûteux programme de Nariakira de renforcement des capacités militaires du domaine. La méfiance et le dédain mutuel de Shimazu et Zusho pour Nariakira les amènent à essayer d'isoler Nariakira des affaires de Satsuma, ce qui se traduit par une retenue — voire une cessation complète — de communication d'informations relatives aux fonctionnaires de Satsuma ou à leurs relations avec le shogunat.
Un autre obstacle redoutable et dangereux pour Nariakira, non seulement dans ses plans pour renforcer les défenses de l'ensemble du Japon mais aussi son ascendant sur les daimyos de Satsuma, est Yura, la mère de son demi-frère, Hisamitsu. Lorsque Nariakira arrive à Satsuma en 1846 pour gérer une crise liée au royaume de Ryukyu (un état vassal de Satsuma), Yura utilise son charme pour convaincre pleinement Narioki de promouvoir les intérêts de son fils Hisamitsu sur ceux du fils légitime et héritier présomptif (Nariakira) de Narioki. Zusho, Narioki, Yura et Hisamitsu sont les principaux membres de la coalition qui rallie d'autres bureaucrates du domaine de Satsuma qui se sentent menacés par l'immense et très intimidante intelligence de Nariakira et essayent d'entraver toutes les tentatives de ce dernier de mettre son père à la retraite en tant que daimyō et de prendre sa place.
Le 25 juin 1846, Nariakira arrive à Satsuma pour essayer de résoudre la crise des Ryūkyū, selon les ordres d'Abe Masahiro, haut fonctionnaire shogunal. Un navire français arrivé à Ryūkyū en 1844 et deux navires britanniques l'année suivante exigent des traités d'amitié et de commerce. Comme le royaume est semi-indépendant et généralement pas considéré comme faisant partie du Japon proprement dit, cette situation présente un dilemme. Nariakira et Abe Masahiro décident finalement que, malgré la politique d'isolement du shogunat, ces relations avec les îles Ryūkyū doivent être autorisées plutôt que de risquer un violent conflit avec les puissances occidentales.
Le 8 mars 1847, Narioki arrive à Satsuma, rendant la position de Nariakira quelque chose d'équivalent à envoyé de son père, obsolète. Après s'être fait essentiellement retirer des mains les rênes du pouvoir par son propre père, Nariakira quitte Satsuma pour Edo. L'autorité dont il est investi jusqu'alors est clairement et rapidement transférée à son demi-frère, Hisamitsu. Hisamitsu gravit rapidement les échelons de la cour de son père peu de temps après le départ de Nariakira de Satsuma pour Edo. Il est placé à la tête du bureau nouvellement créé du service militaire de Satsuma en octobre 1847. En 1848, Narioki nomme Hisamitsu intendant du quartier de Chosa, avec la responsabilité d'agir au nom du daimyō dans toutes les questions militaires de la région. À peu près au même moment, Hisamitsu accède au poste hautement respecté de conseiller du han, un rang qui, selon les instructions accompagnant sa nomination, le place au sommet de l'échelle sociale . À l'occasion des cérémonies, son père ordonne à Hisamitsu de s'asseoir à un endroit plus élevé que celui de l'adjoint responsable du daimyō du château de Satsuma. Narioki va même jusqu'à placer Hisamitsu en situation d'être responsable de l'ensemble de Satsuma chaque fois que le daimyo choisit de d'éloigner du domaine pour une raison quelconque, que ce soit pour les affaires ou pour son plaisir. Il est évident que Hisamitsu est préparé à devenir le prochain daimyō, ignorant complètement le fait que, par droit de primogéniture, Nariakira est censé en être l'héritier présomptif.

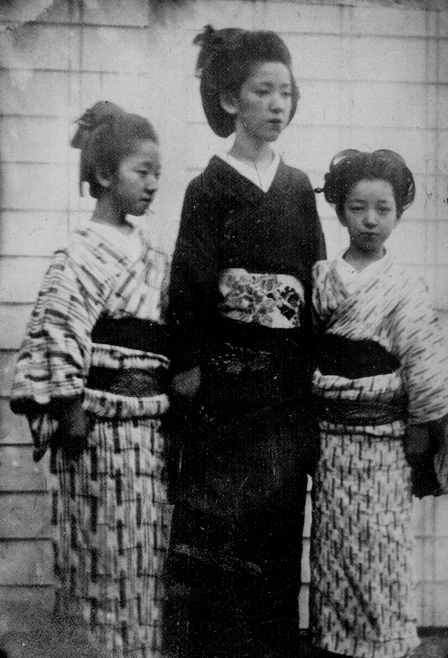
Les trois filles de Shimazu Nariakira.

Pour discréditer davantage Nariakira et l'empêcher d'accéder à la tête de Satsuma, une rumeur se répand qui insinue que Yura a demandé à au moins cinq chefs spirituels de jeter des sorts sur les fils aînés de Nariakira ainsi que de prendre d'autres mesures pour maudire les enfants de Nariakira. Beaucoup des fidèles de Nariakira croient que Yura est à l'origine des décès ultérieurs de ses enfants les plus âgés. Cette croyance amène nombre d'entre eux à appeler à l'assassinat de Yura, de son fils Hisamitsu et de Zusho, dont ils sentent qu'ils ont également joué un rôle dans la mort des enfants les plus âgés de Nariakira. Ce dernier est en mesure de les retenir ; quand il apprend quels sont leurs plans d'assassinat, Narioki commence à éliminer les partisans de Nariakira et ordonne leur mort par seppuku.
Le conflit échappe tellement à son contrôle que Nariakira n'a d'autre choix que de demander l'aide d'Abe Masahiro. Celui-ci, constatant que Nariakira est contrarié par son propre père et les familles des obligés dans sa gestion de la crise Ryūkyū, intervient et fait partir en retraite Narioki tout en évinçant Zusho.
Abe essaye d'abord d'éliminer Zusho, sur lequel s'appuie fortement Narioki, en l'invitant à Edo. L'objectif déclaré de Abe est de discuter de la crise de Ryūkyū et de la façon dont elle est gérée. Au cours de la conversation, Abe commence à poser à Zusho une série de questions qui lui font comprendre qu'Abe, ainsi que le shogun Tokugawa, connaissent la vérité quant aux relations commerciales illégales entre Satsuma-Ryūkyū d'un côté et les Occidentaux de l'autre, relations commerciales menées en opposition avec la politique d'isolement du shogunat. Le dévouement de Zusho à Narioki l'amène à prendre la pleine responsabilité des relations commerciales illégales et à commettre seppuku. Le 3 décembre 1850, Narioki est invité à Edo par le shogun et se voit offrir un ensemble précieux d'ustensiles de thé, indiquant la volonté du shogun que Narioki parte à la retraite. Le 3 février 1851, Nairoki prend sa retraite et Shimazu Nariakira est désigné daimyo du domaine de Satsuma.

## Passion pour l'éducation et la culture occidentale

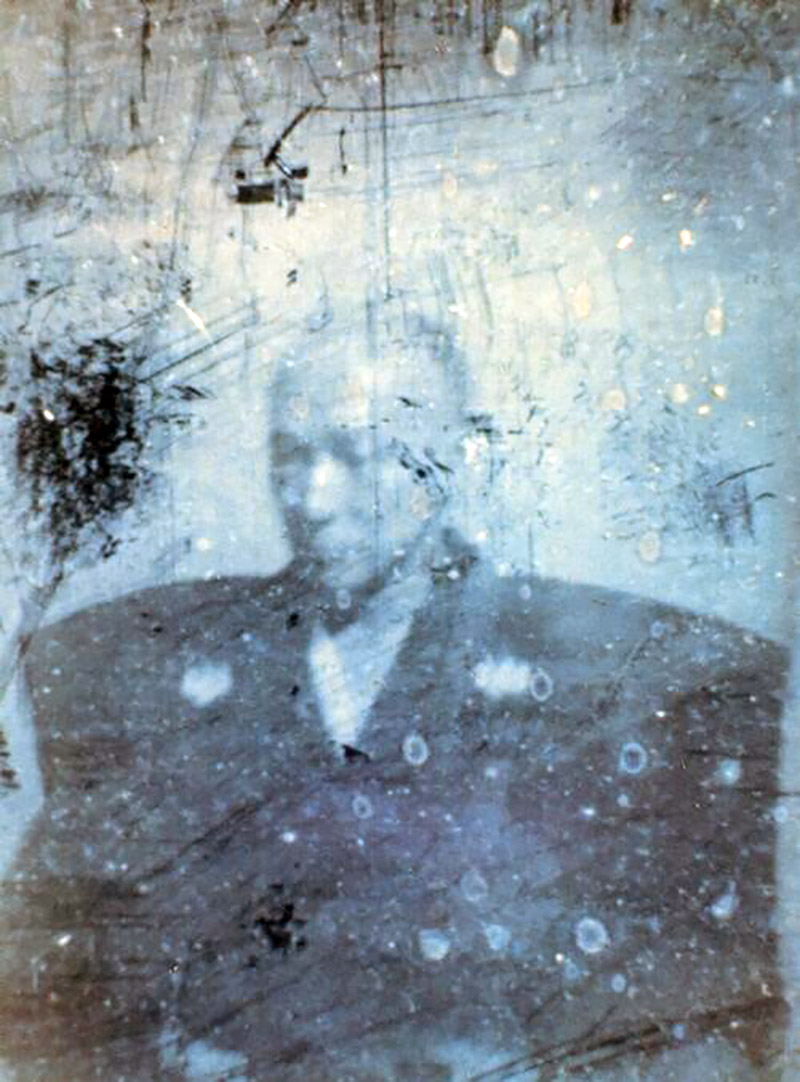
Daguerréotype de Shimazu, plus ancienne photo connue d'un photographe japonais. Elle est due à un de ses obligés, Ichiki Shirō.

Nariakira est considéré comme l'un des daimyōs les plus sages de son temps en raison de sa passion pour l'éducation.
En 1812, à l'âge de trois ans, Nariakira est désigné héritier de la seigneurie Satsuma par son père. Comme n'importe quel héritier daimyo, Nariakira est préparé à son rôle futur en recevant une éducation bien équilibrée dans les arts martiaux et savants. Comme indiqué ci-dessus, Nariakira partage la passion de son grand-père Shigehide pour la culture et les savoirs de l'Occident. Le jeune Nariakira est fasciné par la collection d'objets occidentaux de son grand-père, composée d'horloges, d'instruments de musique, de télescopes, de microscopes et d'armes. Dans le cadre de ses études, il apprend également à lire et à écrire l'alphabet latin et plus tard écrit en lettres romaines des mots japonais comme forme personnelle de code. Shigehide présente aussi son petit-fils Nariakira à Philipp Franz von Siebold, médecin allemand directeur de la Compagnie néerlandaise des Indes orientales (Vereenigde Oostindische Compagnie) à Nagasaki, ce qui fait de lui l'un des rares Japonais à avoir effectivement rencontré un Occidental.
Après être devenu daimyō de Satsuma, Nariakira fait construire par Minayoshi Hotoku, médecin à Satsuma, le Iroha-maru, l'un des premiers navires de style occidental construits au Japon. Il est basé sur la maquette de Minayoshi de 6 m de long et de 3 m de large. Nariakira fait alors construire à Sakurajima un chantier naval selon les normes occidentales. Il transfère sa passion de la culture occidentale dans l'armée de Satsuma où il met en place une cavalerie de style occidental et exige que soient conduites des manœuvres annuelles sur un terrain militaire. Toutefois, sans le budget de Satsuma si soigneusement restauré par son ennemi Zusho, rien de tout cela ne serait possible.
Il commence également à promulguer des changements éducatifs à Satsuma, visant à se rapprocher de la science et de la technologie occidentales. Nariakira établit le rangaku koshujo, école han consacrée à l'étude de la langue néerlandaise et de la culture de l'Occident. Il visite fréquemment les écoles et demande aux élèves d'expliquer le sens de tel ou tel texte confucéen afin de s'assurer que leur apprentissage de l'Ouest ne corrompt pas leur sentiment nationaliste. Le désir de Nariakira d'élever des jeunes bien éduqués est si fort qu'il met de côté quatre koku chaque année pour nourrir les élèves pauvres, ce qui correspond essentiellement à une forme d'aide financière semblable à une bourse. Son but en soutenant l'éducation à Satsuma est de s'assurer que les jeunes du domaine « apprennent à se maîtriser, gouvernent leurs maisons à bon escient, préservent la paix nationale et fassent confiance à la puissance universelle ».
En 1848, Shimazu est en possession de la première caméra pour daguerréotype jamais importée au Japon et ordonne à ses serviteurs de l'étudier et de produire des photographies. En raison des limites de l'objectif utilisé et du manque de formation, il faut attendre de nombreuses années pour obtenir une photo de qualité mais le 17 septembre 1857, un portrait de Shimazu en habit formel est produit. Cette photographie devient un objet de vénération au Terukuni-jinja (照国神社) (également appelé sanctuaire Shōkoku) après la mort de Shimazu mais elle disparaît ensuite,. Perdu pendant un siècle, le daguerréotype est découvert dans un entrepôt en 1975 et identifié comme étant la plus ancienne image jamais créée par un photographe japonais. Pour cette raison, la plaque est désignée bien culturel important par le gouvernement japonais en 1999, première photographie à recevoir cette distinction.

## Associés et fin de vie
Au cours de sa vie, Nariakira se fait beaucoup d'amis en haut lieu. Ces relations s'avèrent utiles à l'époque où il travaille pour contraindre son père à se retirer. Abe Masahiro, qui à l'époque est rōjū, est l'un de ces amis. Abe, qui parle au nom du shogun Tokugawa en ce qui concerne la défense militaire nationale du Japon, est celui qui place Nariakira responsable de la transaction de Satsuma relative à la crise du traité sur le commerce de l'ouest des îles Ryūkyū.
Abe, et indirectement, le shogun, sont troublés par l'élimination de Nariakira de la responsabilité de la crise relative à ce traité parce que leur politique concernant cette affaire repose sur leur confiance en lui et non en son père ou en Zusho Hirosato. En effet, Narioki et Zusho ont déjà fait la preuve qu'ils ne sont pas dignes de confiance en n'étant pas totalement fiables sur les questions relatives aux Ryūkyū. Abe Masahiro sait que la seule façon pour Nariakira de prendre le contrôle de la crise des Ryūkyū est de parvenir à évincer son père et Zusho ; grâce à son intervention, cet objectif est finalement atteint.
Comme Narioki et Zusho suspendent de concert le flux d'informations à destination de Nariakira concernant les fonctionnaires de Satsuma ou leurs négociations avec Ryūkyū, Nariakira doit établir son propre réseau de collecte d'informations. Il s'appuie sur Date Munenari du domaine d'Uwajima pour expliquer sa situation au shogunat et à Abe Masahiro. Il demande à ses collaborateurs Yamaguchi Sadayasu et Shimazu Hisataka de recueillir des informations à Satsuma pour son compte ainsi que de garder un œil sur les activités de Zusho, avec une attention particulière portée sur les biens et l'argent introduits dans le domaine. Nariakira décide alors qu'il est temps pour lui de présenter sa demande pour la seigneurie de Satsuma. Il s'appuie sur Date Munenari pour rendre compte de la situation en son nom à Abe Masahoti et pour en gagner les sympathies. Dans une lettre adressée à Date le 27 août 1848, Nariakira le remercie pour avoir obtenu d'Abe l'assurance de négliger les transgressions de Nairoki et Zusho et de ne pas mener le domaine de Satsuma devant les tribunaux tant que le problème Ryūkyū n'est pas résolu de manière satisfaisante. La correspondance de Date avec Abe permet de hâter la retraite de Narioki et l'ascension de Nariakira comme daimyo de Satsuma.
Une fois devenu daimyō, Nariakira a besoin d'hommes fidèles pour veiller à ce que les efforts continus de Yura et Narioki pour saper son pouvoir ne réussissent pas. Saigō Takamori, samouraï subalterne de Satsuma, est promu du rang de greffier adjoint à celui d'assistant de Nariakira en 1854. Ōkubo Toshimichi, autrefois exilé par Narioki pour avoir soutenu Nariakira, est gracié une fois Nariakira arrivé au pouvoir et gravit rapidement les rangs. Saigō et Ōkubo œuvrant pour le compte de Nariakira, parlent avec Tokugawa Nariaki, daimyo du domaine de Mito pour le convaincre de soutenir le point de vue de Nariakira selon lequel le gouvernement devrait mettre davantage l'accent sur l'empereur et moins sur le shogun. Saigō et Ōkubo font leurs beaucoup des idées de Nariakira qui servent plus tard de fondation au nouveau gouvernement de Meiji. Ces idées comprennent la centralisation du gouvernement autour de l'empereur et l'occidentalisation de l'armée japonaise.
Peu de temps avant sa mort, il ne reste plus à Nariakira qu'un fils de deux ans (Tetsumaru) et sa fille de huit ans (Teruhime). Il est contraint de demander à Narioki de décider entre Hisamitsu ou le fils de Hisamitsu Tadayoshi pour lui succéder comme daimyō. Saigō et Ōkubo estiment que la mort de tous les héritiers viables de Nariakira a été causée par Yura et veulent un châtiment, mais Nariakira ne le permet pas. Le 8 juillet 1858, alors qu'il supervise à Tempozan les manœuvres préparatoires conjointes à l'envoi de 3 000 soldats de Satsuma à Edo, Nariakira succombe à la chaleur. Il est transporté au château de Tsurumaru où il meurt le 16. Peu d'années après sa mort, il est déifié comme un kami shinto, Terukuni-daimyō-jin.

## Source de la traduction
- (en) Cet article est partiellement ou en totalité issu de l’article de Wikipédia en anglais intitulé « Shimazu Nariakira » (voir la liste des auteurs).